# 目标设定理论
目标设定理论（英語：Goal-setting Theory）是一个由美国马里兰大学管理学兼心理学教授爱德温·洛克（Edwin A. Locke）提出的动机理论。研究发现，外来的刺激，例如奖励、工作反馈、监督压力等，都是通过目标来影响动机的。目标设定理论认为，工作目标的设定会直接影响到工作表现，目标本身就具有激励作用，能把个人的需要转变为动机，使人的行为向特定方向努力，并将自己的行为结果与既定的目标相对照，及时进行调整和修正，从而能实现目标。一个明确、具有挑战性的目标，配合合适的反馈，可以令个人的工作表现获得更大的提升。
目标设定理论的相关研究指出，设定的目标具有以下特性时，会有较好的激励效果。
1. 目标定义明确(specific)：目标的定义包括衡量目标是否达成的标准，完成的时间等。
2. 目标挑战性适当(challenging)：设定的目标具有一定挑战性，但其难度又不超过个人的承受范围，这样的目标可以产生激发潜力的效果，反之，太简单的任务容易让人觉得无聊，太难的工作则让人有挫折感。
3. 回馈：人们不仅应有目标，更应定期地得到有关这些目标的达成状况。

## 参看
- 目標管理（MBO）
- 正面心理学
- 自我效能